# Fürstenburg
Die Fürstenburg wurde im 13. Jahrhundert bei Burgeis (Mals) in Südtirol (Italien) als Sitz der Fürstbischöfe von Chur erbaut. Erste urkundliche Erwähnung ist ein 1292 von Berthold von Heiligenberg unterzeichnetes Dokument (in caso nostro Furstenburch). Heute ist in der Burg eine Fachschule für Land- und Forstwirtschaft eingerichtet.
Nach einem Einsturz des Turmes 1996 regte der damalige Direktor Georg Flora ein Ausbau an. Das Plan des Architekten Werner Tscholl beinhaltete die umfassende Sanierung und Modernisierung der Anlage ohne die Bestandsanlage unwiederbringlich zu verändern. Es wurden lediglich architektonische Elemente oder Anbauten hinzugefügt.